# Rio Nass
O rio Nass é um rio no norte de Colúmbia Britânica, no Canadá. Percorre 380 km nas Montanhas Costeiras a sudoeste de Nass Bay e drena uma área de 20 839 km², com um caudal médio de 770 m³/s na foz.

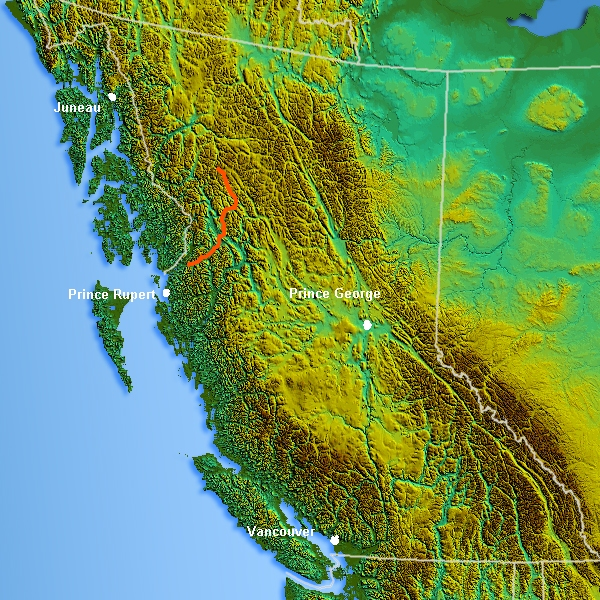
Percurso do rio Nass